# Stazione di Pescina
Stazione di Pescina vasútállomás Olaszországban, Pescina településen.

## Vasútvonalak
Az állomást az alábbi vasútvonalak érintik:
- Róma–Sulmona–Pescara-vasútvonal

## Kapcsolódó állomások
A vasútállomáshoz az alábbi állomások vannak a legközelebb:
- Stazione di Carrito Ortona
- Stazione di Collarmele